# امیرحسین آزموده
امیرحسین آزموده (۱۲۸۵ خورشیدی در تهران – ۱۳۷۷ فرانسه) از نظامیان ارشد دوره پهلوی بود. او پس از طی تحصیلات به ارتش شاهنشاهی ایران و دانشگاه جنگ وارد شد و پس از تحصیلات نظامی، در رشته حقوق دانشگاه تهران تحصیل کرد و بعدها دادستان ارتش گردید. در سال ۱۳۰۸ به درجه ستوانی و در سال ۱۳۱۹ به درجه سرگردی ارتقا یافت. او از مخالفان دولت محمد مصدق بود و بلافاصله پس از کودتای ۲۸ مرداد ۱۳۳۲ به دادستانی ارتش منصوب شد.

## مصدق و فاطمی
در ۲۴ شهریور ۱۳۳۲ پس از تشکیل نخستین جلسه بازپرسی از محمد مصدق، او را به جرم سوءقصد علیه حکومت و برهم زدن اساس حکومت و ترتیب تاج و تخت و تحریص مردم به مسلح شدن علیه سلطنت محکوم شناخت و پس از برگزاری ۳۵ جلسه دادگاه، محمد مصدق را به سه سال حبس مجرد محکوم و در سال ۱۳۳۳ حکم اعدام حسین فاطمی را صادر کرد. وی دست‌نوشته‌های فاطمی در دوران مخفی شدنش پس از کودتا را در آرشیو دادستانی نگه نداشته و به منزلش آورده بود که پس از انقلاب ۵۷ در گاو صندوق خانه‌اش کشف شد.